# Fritz Scheuermann (Jurist)
Fritz Scheuermann (* 8. Juni 1887 in Straßburg, Deutsches Reich; † unbekannt) war deutscher Jurist und erster Präsident der Reichsfilmkammer zur Zeit des Nationalsozialismus.

## Leben
Fritz Scheuermanns Vater Heinrich Scheuermann war geheimer Regierungsrat und Kanzleichef des Statthalters im Reichsland Elsaß-Lothringen. Er studierte nach dem Abschluss seiner Schullaufbahn Rechtswissenschaften. Danach promovierte er zum Dr. Jur. Ab 1924 war Scheuermann als Regierungsrat im Reichsverkehrsministerium tätig und ab 1925 als Rechtsanwalt.
Nach der Machtübernahme durch die Nationalsozialisten stand Scheuermann ab Juni 1933 dem Aufsichtsrat der Filmkreditbank vor, die Filme vorfinanzierte. Der Reichsminister für Volksaufklärung und Propaganda Joseph Goebbels berief Amann im Oktober 1933 in den Verwaltungsrat des Werberats der deutschen Wirtschaft. Im November 1933 wurde Scheuermann durch Joseph Goebbels zum ersten Präsidenten der neu geschaffenen Reichsfilmkammer ernannt. In dieser Funktion war Scheuermann auch Stifter des Ende Januar 1934 entstandenen Reichsfilmarchivs, das in die Reichsfilmkammer eingegliedert wurde.
Scheuermann trat Mitte Oktober 1935 von seinem Amt als Präsident der Reichsfilmkammer zurück, nachdem er als so genannter Nichtarier, Rechtsbeistand von Juden und als Freimaurer denunziert worden war. Sein Nachfolger als Präsident der Reichsfilmkammer wurde am 18. Oktober 1935 auf Geheiß Goebbels Oswald Lehnich. Dennoch wurde er als Generaldirektor der Filmkreditbank GmbH von Goebbels am 15. November 1935 zum Mitglied des Reichskultursenats ernannt.
Über seinen weiteren Lebensweg ist nichts bekannt.